# Robert Mols
Pour les articles homonymes, voir Mols.
Robert Mols, né le 22 juin 1848 à Anvers, et mort le 8 août 1903 dans la même ville, est un peintre, graveur et dessinateur belge.

## Biographie

### Naissance et famille
Robert Mols naît le 22 juin 1848 à Anvers. Il est le fils du peintre Florent Mols et de sa femme Elisa Brialmont (sœur du général Henri Alexis Brialmont). Léonie Mols (nl) est sa sœur.

### Formation et carrière
Il étudie à l'Académie royale des beaux-arts d'Anvers, où il a déjà remporté plusieurs prix à l'âge de 13 ans. À 15 ans il expose pour la première fois à Anvers.
À l'âge de 17 ans il part pour la France. Vers 1868 il se trouve à Barbizon. Il a des contacts avec Antoine Vollon.
Il retourne à Anvers en 1870 et se met à peindre des fleurs, des natures mortes et des marines dans un style clair et réaliste. Il peint en 1874 l'huile sur toile Le Canal Saint-Pierre à Anvers.
En 1886 il se rend à Paris où il est élève de Jean-François Millet et de Jules Dupré.
Il expose fréquemment au Salon à partir de 1873 et ses œuvres, très remarquées, sont à plusieurs reprises achetées par le gouvernement français, notamment Le Vieux Port de Marseille (1879) et Le Président Carnot passant la revue de la flotte française, à Boulogne (1890).
Excellent dessinateur et brillant coloriste, il sait rendre à merveille les grands horizons, les multiples aspects de la mer. C'est aussi un remarquable peintre de panoramas et il faut citer dans ce genre ceux de Venise, Paris vu du sommet du Louvre, Anvers. Ce dernier lui est commandé par sa ville natale. Il peint également des architectures.
Son travail est présent au Musée royal des Beaux-Arts[Lequel ?], au Musée National Maritime d'Anvers, au Musée de l'Armée à Bruxelles et aux musées de Dunkerque, Prague et de Sète. Dans ce dernier musée est conservé Le canal de La Peyrade à Sète, exécuté en 1891.
Il est l'auteur de Bassins de la Barre et Sainte-Adresse, montrant deux vues du Havre et sa commune voisine. Le Port du Havre, photogravure exécutée en 1882, de 443 millimètres de haut
et 580 millimètres de large, est conservée au British Museum. L'avant-port, sortie d'un transatlantique, huile sur toile non datée de 2,2 m x 1,4 m, est achetée en décembre 1986 par le musée des beaux-arts du Havre.
Il collabore en 1893 au Diorama du Congo de Piet van Engelen. L'œuvre est créée pour l'exposition universelle d'Anvers en 1894.
De sa visite à Constantinople, il laisse une huile sur panneau intitulée La mosquée Yeni Cami.
De nombreuses récompenses lui sont décernées et il obtient notamment, le rang de chevalier de l'ordre de Léopold le 7 février 1879, et en 1900, la croix de chevalier de la Légion d'Honneur.

### Mort et après sa mort
Il meurt le 8 août 1903 dans sa ville natale.
Après sa mort, un navire est présenté par le bourgmestre et les échevins de la ville d'Anvers avec un de ses beaux tableaux, de l'une des collections d'art de la ville[Quoi ?], représentant l'inauguration des nouveaux quais à Anvers en 1885.
De fin juin 2018 à début janvier 2019, a lieu une exposition à Sète, intitulée Peinture et Poésie, où plusieurs de ses œuvres sont exposées, parmi celles d'autres peintres.

## Galerie

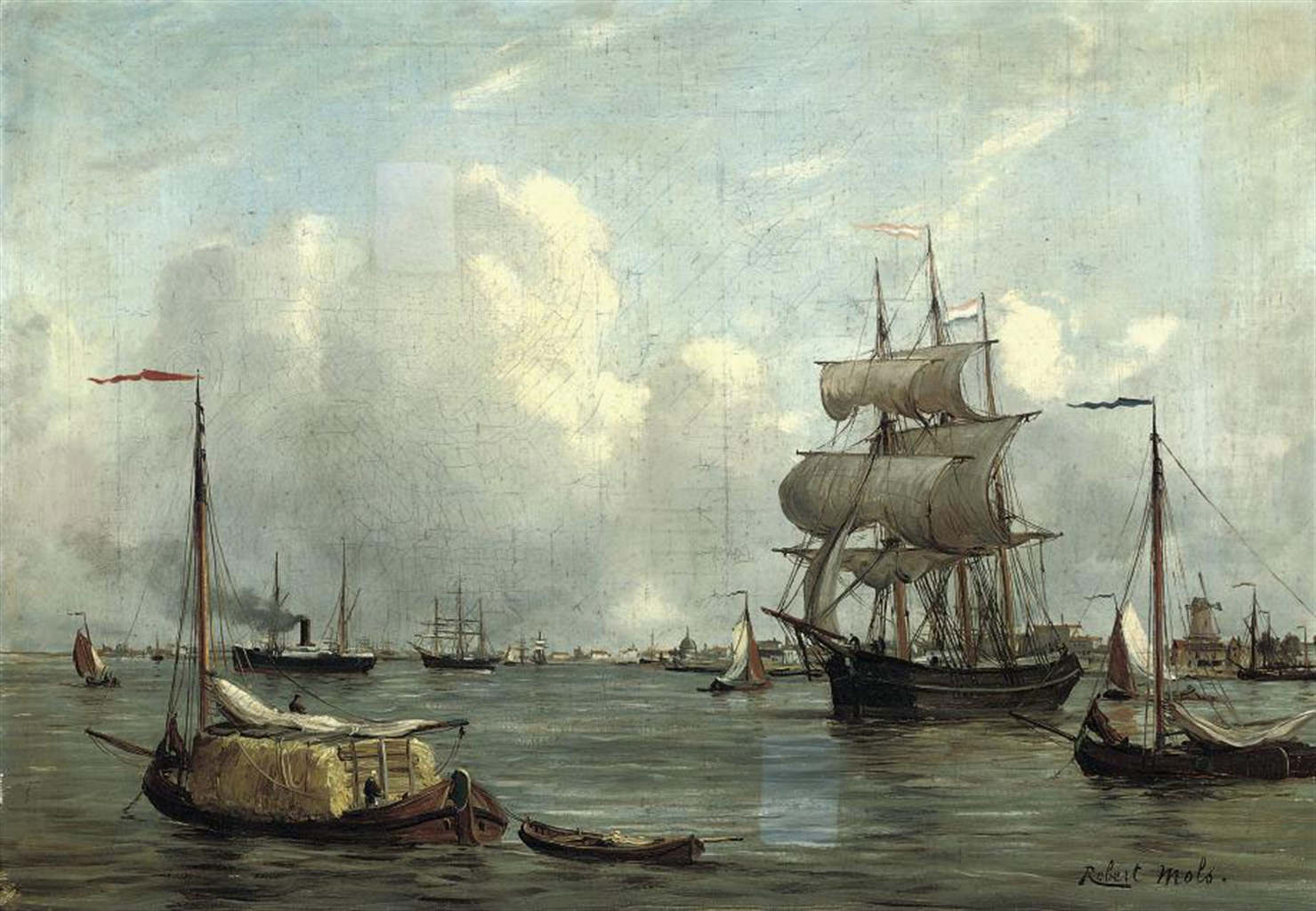
Bruisend activiteit in een Nederlandse haven, huile sur toile, hauteur : 39,6 cm ; largeur : 55,4 cm , date inconnue.
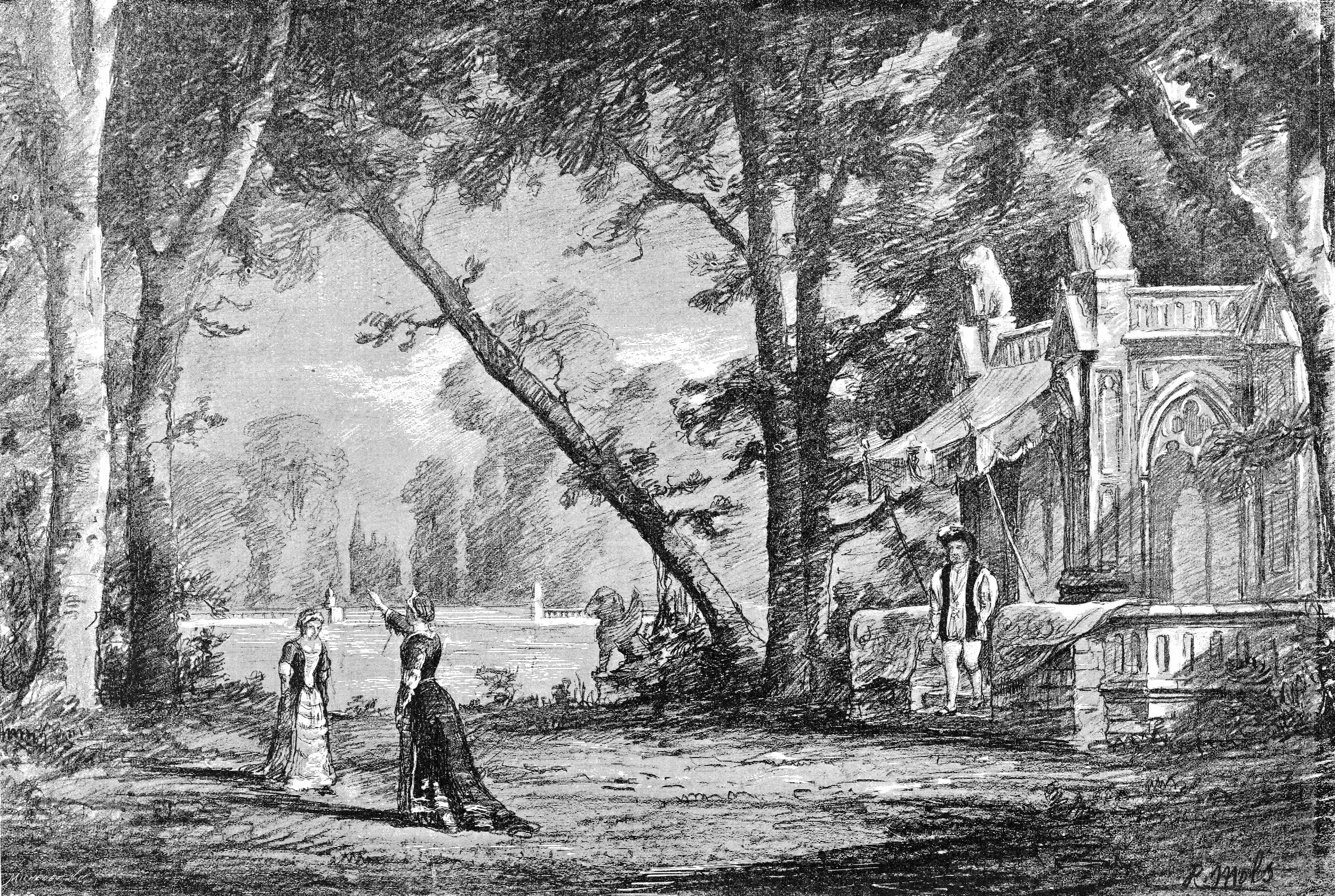
Henry VIII (opéra), Le parc de Richmond, 2e acte, 2e tableau
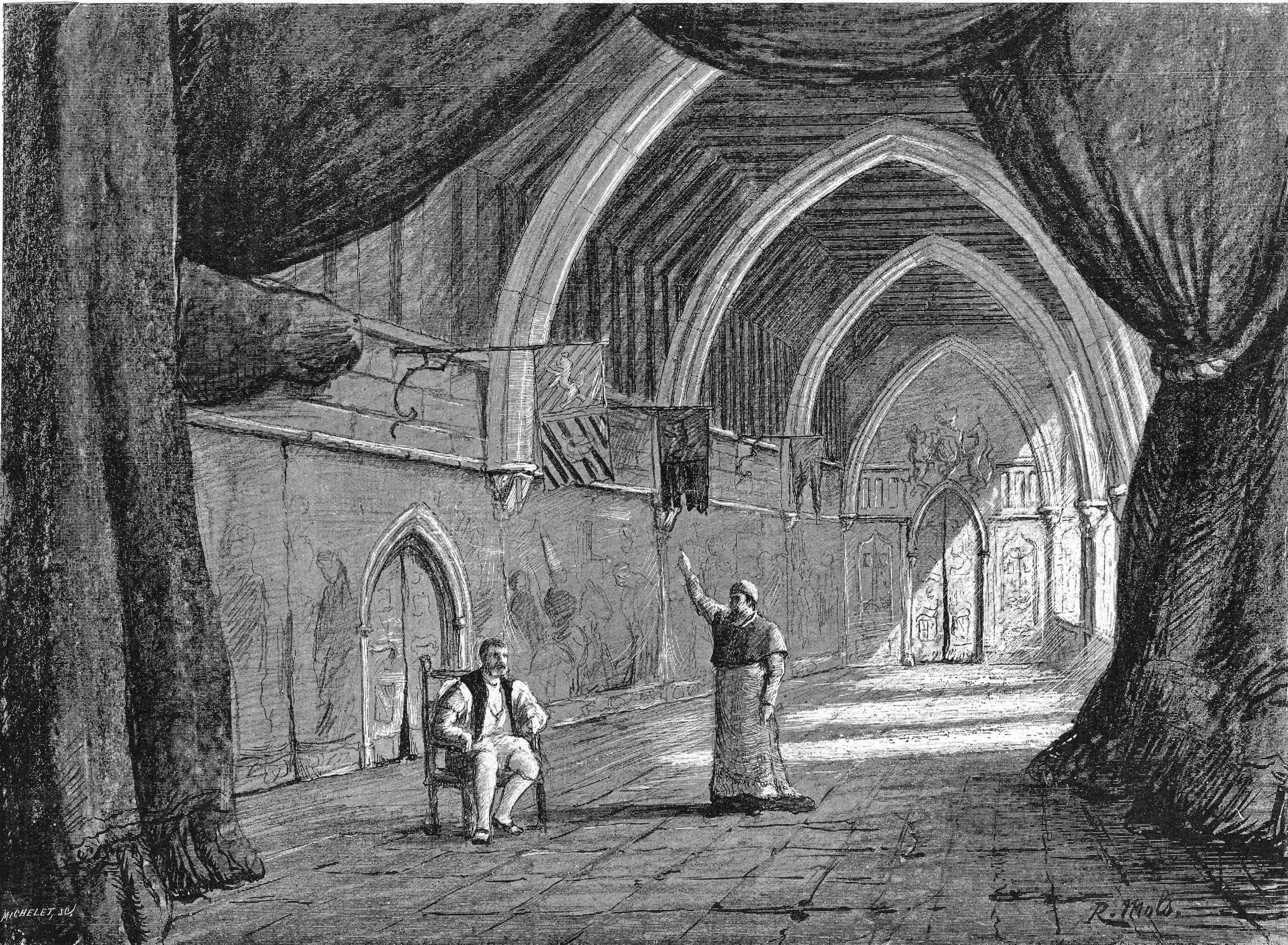
Henry VIII (opéra), L'appartement du roi, 3e acte, 1er tableau
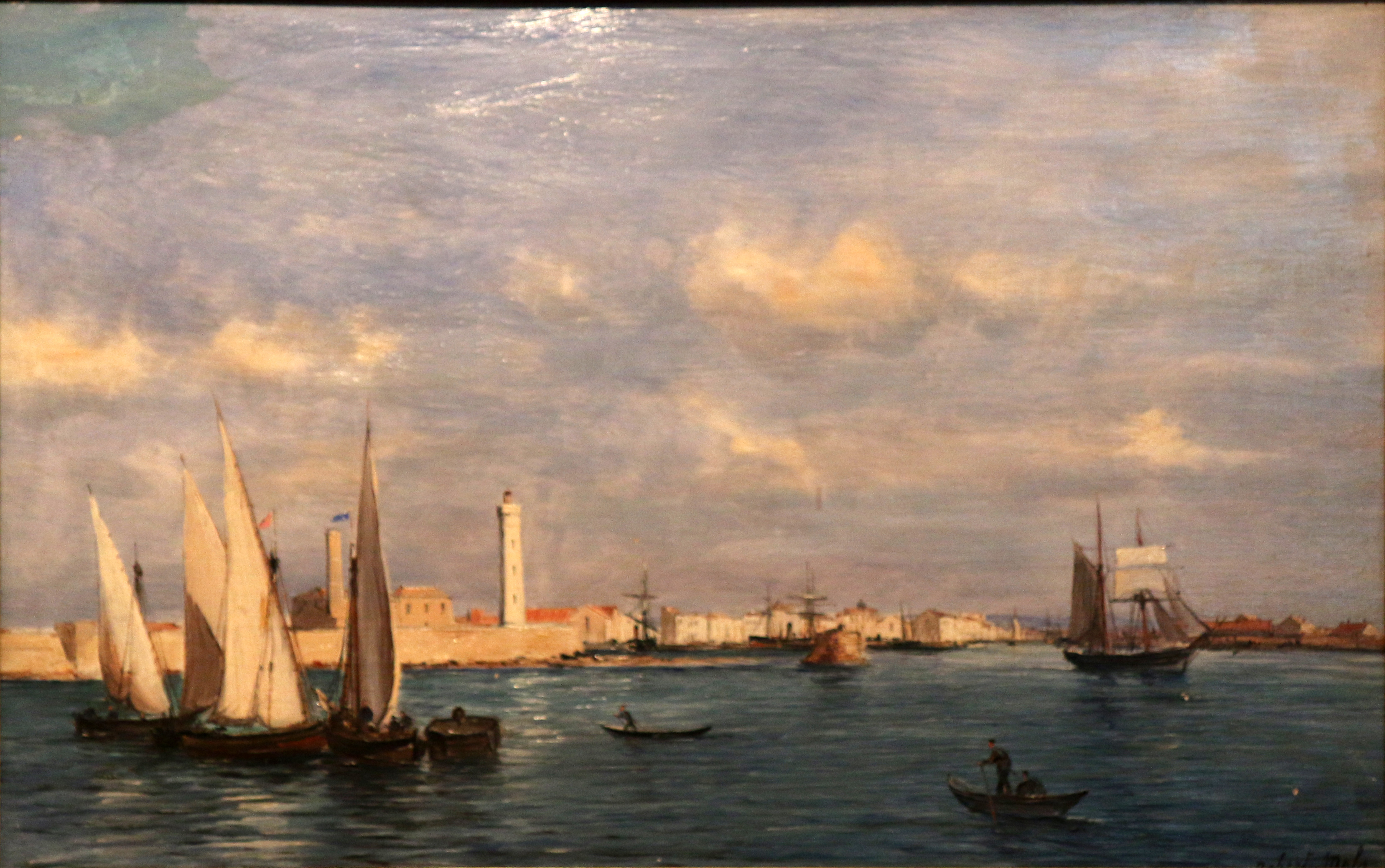
Bateaux de pêche, huile sur toile, Hauteur : 28,7 cm ; Largeur : 45,8 cm, 1891, musée Paul Valéry.
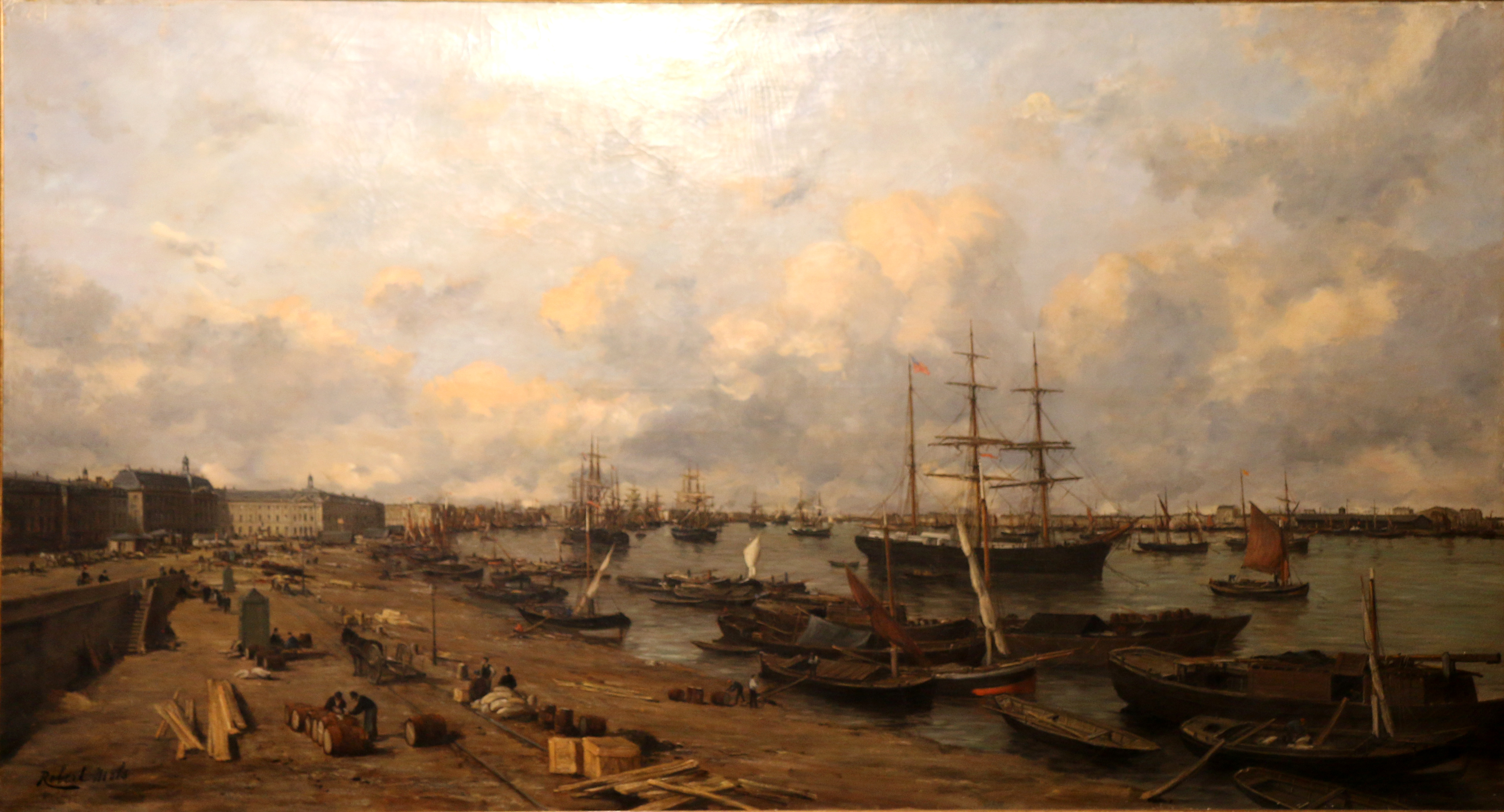
Port de Bordeaux, vue prise du pont de la Bastide, huile sur toile, Hauteur : 108 cm ; Largeur : 200 cm, 1887, musée Paul Valéry.
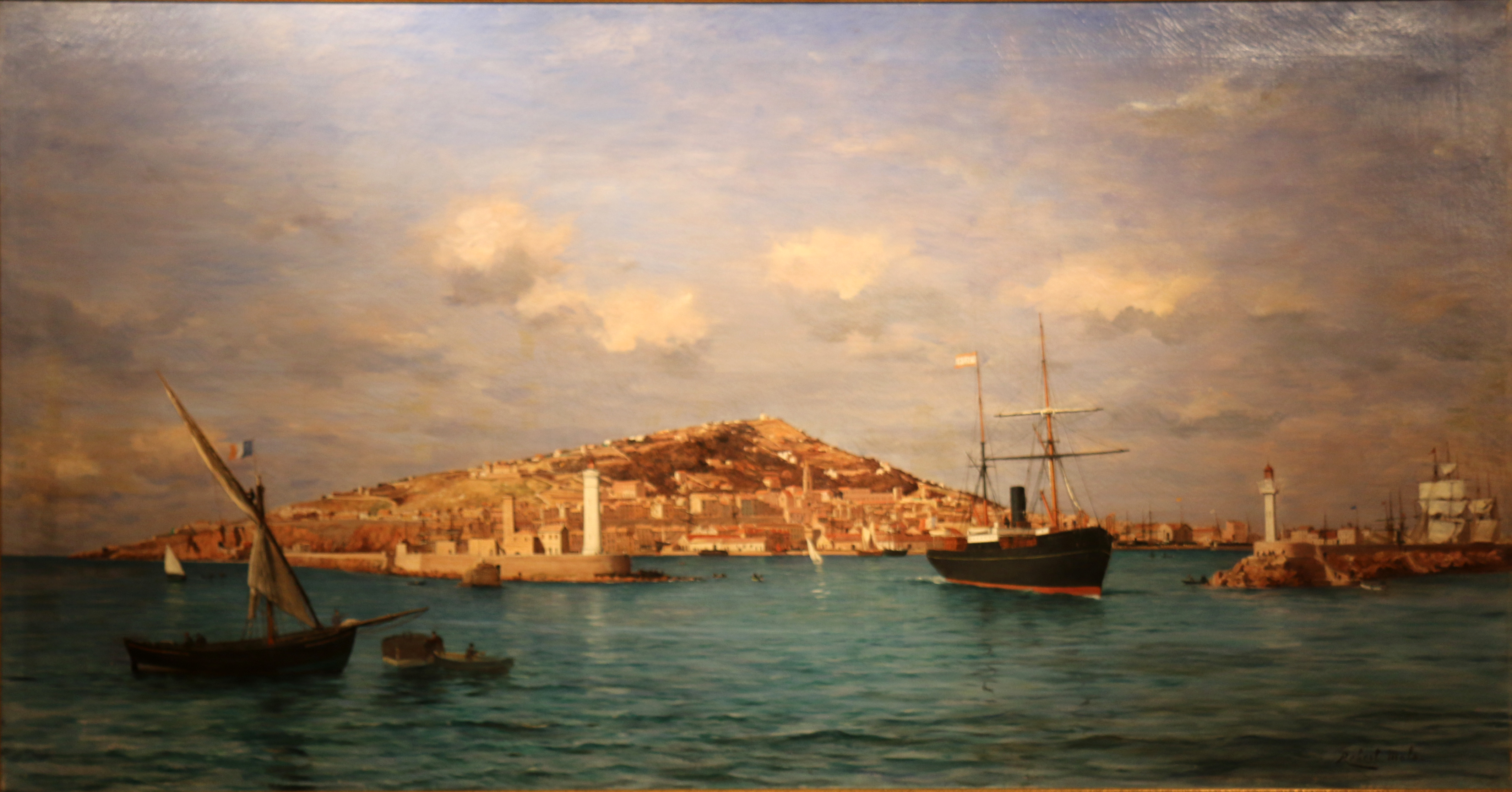
Port de Sète, huile sur toile, Hauteur : 110 cm ; Largeur : 210 cm , 1891, musée Paul Valéry.
Inhuldiging der nieuwe Scheldekaaien, 26 juli 1885, 81 x 122 cm, après 1885, université d'Anvers.

#### Autres ouvrages
- (en) Frank Lewis, « Mols, Robert Charles Gustave Laurens », dans A Dictionary of Dutch & Flemish Flower, Fruit, and Still Life Painters, 15th to 19th Century, 1973, 96 p. (lire en ligne), p. 51
- (de) Christian Tröster, « Robert Charles Gustave Laurens Mols », dans Museumsführer: Internationales Maritimes Museum Hamburg, Koehlers Verlagsgesellschaft, 2017, 208 p. (lire en ligne)